# Tokarskie Pnie
Tokarskie Pnie (dodatkowa nazwa w j. kaszub. Tokarsczé Pnie) – część wsi kaszubskiej Czeczewo w Polsce, położona w województwie pomorskim, w powiecie kartuskim, w gminie Przodkowo, na obszarze Pojezierza Kaszubskiego.
W latach 1975–1998 Tokarskie Pnie administracyjnie należały do województwa gdańskiego.
Wskazówka – występuje również wariant nazewniczy miejscowości Tokary-Pnie.